# Moriz Heider
Moriz Heider (Viena, 21 de junho de 1816 – Viena, 29 de julho de 1866 foi um dentista austríaco.
Estudou medicina em Viena, onde foi assistente de Georg Carabelli (1787-1842). Em 1858 tornou-se professor associado da Universidade de Viena.
Heider foi um pioneiro da moderna odontologia, sendo lembrado por introduzir a eletrocirurgia na dentística. É também creditado por ser o primeiro dentista em um país de língua alemã e usar um procedimento chamado Goldhämmerfüllung, uma técnica para instalar preenchimentos de ouro.
Em 1861 fundou a Verein österreichischer Zahnärzte (Associação dos Dentistas da Áustria), atualmente denominada Österreichische Gesellschaft für Zahn-, Mund- und Kieferheilkunde ou ÖGZMK (Sociedade Austríaca de cirurgia bucomaxilofacial).
Com o histopatologista Carl Wedl (1815-1891) foi coautor do altamente renomado Atlas zur Pathologie der Zähne, obra mais tarde traduzida para o inglês como "Atlas to the Pathology of the Teeth". Após sua morte em 1866 seu trabalho pioneiro em dentística foi continuado por seu colega Adolf Zsigmondy (1816-1880).